# Tom Egeland
Pour les articles homonymes, voir Egeland (homonymie).
Tom Egeland, né le 8 juillet 1959 à Oslo en Norvège, est un écrivain norvégien, auteur de roman policier.

## Biographie
En 1988, il publie son premier roman, Stien mot fortiden. En 2009, il fait paraître Lucifers evangelium avec lequel il remporte le prix Riverton 2009. En 2001, il commence une série mettant en scène Bjorn Beltø.
Il écrit également de la littérature d'enfance et de jeunesse dont Katakombens hemmelighet paru en 2013 avec lequel il est lauréat du Arks barnebokpris (no) 2013

## Œuvre

### Romans

#### SérieBjorn Beltø
- Sirkelens ende (2001)
  - La Fin du cercle, City éditions (2006)  (ISBN 2-35288-009-2)
- Paktens voktere (2007)
  - Les Gardiens de l'Alliance, City éditions (2009)  (ISBN 978-2-35288-304-3)
- Lucifers evangelium (2009)
- Nostradamus Testamente (2012)
- Den 13. disippel (2014)

#### Autres romans
- Stien mot fortiden (1988)
- Skyggelandet (1993)
- Trollspeilet (1997)
- Åndebrettet (2004)
- Ulvenatten (2005)
- Fedrenes løgner (2010)

### Littérature d'enfance et de jeunesse
- Piken i speilet (2007)
- Katakombens hemmelighet (2013)
- Skatten fra Miklagard (2014)
- Mumiens mysterium (2015)
- Den store spøkelsesboka (2015)

## Prix et distinctions

### Prix
- Prix Riverton 2009 pour Lucifers evangelium[1]
- Prix Europa 2009 pour Trollspeilet[2]
- Arks barnebokpris (no) 2013 pour Katakombens hemmelighet
- Mads Wiel Nygaards legat (no) 2013
- Sagaprisen (no) 2015